# アチャリスツカリ川
アチャリスツカリ川（グルジア語: აჭარისწყალი、グルジア語ラテン翻字: Acharistsqali）は、ジョージア南西部のアジャリア自治共和国を流れる河川。チョロヒ川の右支流である。ツカリ（წყალი）は古ジョージア語で「川」を意味しており、アチャリスツカリは「アチャラ」（აჭარა）の「川」（წყალი）を意味する。
アルシアニ山脈とメスヘティ山脈の交差地点付近を源流とし、そこから狭くて深い峡谷を経て、チョロヒ川に合流する。チョロヒ川は最終的に黒海へと至る。アチャリスツカリ川の全長は90キロメートル、流域面積は1,540平方キロメートルである。雨水を中心に様々な水源から水が供給されており、一年を通して増水するのが特徴である。アチャリスツカリ川の右支流アガリスツカリ川と左支流ホフニスツカリ川の間には、小水力発電所アツィ水力発電所がある。